# 6-й Берлинский международный кинофестиваль
6-й Берлинский международный кинофестиваль прошёл с 22 июня по 3 июля 1956 года в Западном Берлине.

## Жюри
- Марсель Карне
- Билл Луквелл
- Джузеппе Витторио Сампьери
- Койчи Кавакита
- Лео Хорстер
- Ильсе Урбах
- Людвиг Бергер

## Конкурсная программа
- …erwachsen sein dagegen sehr, режиссёр Вульф Харт
- Осенние листья, режиссёр Роберт Олдрич
- Околдованная любовь Мадам Пай, режиссёр Широ Тойода
- Донателла, режиссёр Марио Моничелли
- Жизненный путь, режиссёр Альфонсо Корона Блейк
- Эрнст Рейтер, режиссёр Вольфганг Кипенхойер
- Хеттское солнце, режиссёр Сабахаттин Еюбоглу
- Приглашение на танец, режиссёр Джин Келли
- Не место для диких животных, режиссёр Бернхард Гржимек и Михаэль Гржимек
- Колдунья, режиссёр Андре Мишель
- Башмачки из долины Луары, режиссёр Жак Деми
- Les très riches heures de l’Afrique romaine, режиссёр Жан Лехерисси
- Люди против Арктики, режиссёр Уинстон Хиблер
- Мой дядя Хасинто, режиссёр Ладислао Вайда
- Хлеб, любовь и..., режиссёр Этторе Мария Маргадонна, Марчелло Джирози и Дино Ризи
- Paris la nuit, режиссёр Жак Баратье
- Ритметика, режиссёр Норман МакЛарен
- Ричард III, режиссёр Лоренс Оливье
- Весна приходит в Кашмир, режиссёр Рави Пракаш
- Африканский лев, режиссёр Джеймс Элгар
- Длинная рука, режиссёр Чарльз Френд
- Долгое путешествие
- Трапеция, режиссёр Кэрол Рид
- Перед заходом солнца, режиссёр Готфрид Рейнхарт
- Колдовство природы, режиссёр Ричард Мостлер

## Награды
- Золотой медведь:
- Золотой Медведь за лучший короткометражный документальный фильм/фильм о культуре:
  - Париж ночью, режиссёр Жак Баратье и Жан Валер
- Золотой Медведь за лучший полнометражный документальный фильм:
  - Не место для диких животных, Бернхард Гржимек, Михаэль Гржимек
- Золотой Медведь - приз международного жюри:
  - Приглашение на танец
- Золотой Медведь - Приз зрительских симпатий:
  - Перед заходом солнца
- Серебряный Медведь:
- Серебряный Медведь за лучшую мужскую роль:
  - Берт Ланкастер — Трапеция
- Серебряный Медведь за лучшую женскую роль:
  - Эльса Мартинелли — Донателла
- Серебряный Медведь за лучшую режиссерскую работу:
  - Роберт Олдрич — Осенние листья
- Серебряный Медведь - почётный приз за короткометражный документальный фильм или фильм о культуре:
  - Hitit günesi
  - Весна приходит в Кашмир
- Серебряный Медведь за лучший короткометражный документальный фильм или фильм о культуре:
  - Ритметика
- Серебряный Медведь за лучший полнометражный документальный фильм:
  - Африканский лев
- Серебряный Медведь - приз международного жюри:
  - Ричард III
- Серебряный Медведь - приз зрительских симпатий:
  - Мой дядя Хасинто
- Серебряный Медведь - почётный приз:
  - Колдунья
  - Длинная рука
- Бронзовый медведь:
- Бронзовый Медведь - приз зрительских симпатий:
  - Трапеция
- Большой золотой приз:
  - Не место для диких животных
- Большой серебряный приз:
  - Африканский лев
- Большой бронзовый приз:
  - Колдовство природы
- Малый золотой приз:
  - Люди против Арктики
- Малый серебряный приз:
  - Эрнст-Ройтер
- Малый бронзовый приз:
- Почётное упоминание:
  - Марчелло Джирози — Хлеб, любовь и...
  - Широ Тойода — Околдованная любовь Мадам Пай
  - Альфонсо Корона Блейк — Жизненный путь
- Почётное упоминание - лучший короткометражный документальный фильм или фильм о культуре:
  - Башмачки из долины Луары
  - …erwachsen sein dagegen sehr
  - Долгое путешествие
- Приз Международной Католической организации в области кино (OCIC):
  - Неизвестный солдат
- Особый приз Международной Католической организации в области кино (OCIC):
  - Жизненный путь